# Thomas Dinesen
Pour les articles homonymes, voir Dinesen.
Thomas Fasti Dinesen, né le 9 août 1892 à Rungstedlund et mort le 10 mars 1979, est le frère de l'écrivain Karen Blixen (qui utilisait aussi le nom de plume d'Isak Dinesen) et un ancien combattant de la guerre de 1914-1918 qui fut par la suite ingénieur civil. Il fut décoré de la Croix de Victoria, la plus haute récompense du Commonwealth.

## Biographie
Thomas Dinesen est le fils de Wilhelm Dinesen et de son épouse, née Ingeborg Westenholz. Son père meurt lorsqu'il a trois ans.
Quand la guerre éclate, le jeune Thomas Dinesen, dont la famille était très anti-prussienne, tente de se faire engager dans l'armée britannique, française ou américaine, mais c'est l'armée canadienne qui finit par l'accepter. Il entre au régiment des Black Watch.
Il a 26 ans lorsqu'il participe à la bataille d'Amiens en tant que soldat du 42e bataillon des Royal Highlanders qui fait partie du corps expéditionnaire canadien. Il témoigne d'une grande bravoure à Parvillers, le 12 août 1918. Il mène seul l'assaut à cinq reprises contre les tranchées ennemies pour les neutraliser. Il tue douze Allemands à la baïonnette et à la grenade, et redonne courage à ses compagnons d'arme. Il reçoit la croix de guerre des Français et la Croix de Victoria, la plus haute distinction militaire des forces britanniques et du Commonwealth et il est nommé lieutenant.
Sa sœur, la célèbre femme de lettres Karen Blixen (surnommée Tanne dans la famille), écrit plus tard que la bravoure et les faits d'armes de son frère Thomas lui ont sauvé sa réputation auprès des colons de l'Afrique orientale britannique, où elle demeura de 1913 à 1931. Ceux-ci avaient en effet tenu la baronne Blixen en suspicion, car elle avait aidé involontairement avant la guerre un officier allemand, le général Paul Emil von Lettow-Vorbeck, qu'elle avait connu à bord du bateau les emmenant en Afrique orientale britannique (aujourd'hui Kenya), à acheter des chevaux. Quelques mois plus tard, le général von Lettow-Vorbeck est nommé commandant des forces allemandes d'Afrique orientale et mène une campagne victorieuse jusqu'en 1918. Les Allemands victorieux sur le terrain n'apprendront que quelques jours plus tard la défaite de l'Empire allemand en Europe. Les colons britanniques changent d'attitude à l'égard de la baronne lorsque la presse rapporte la réception de la Victoria Cross de son frère.
Thomas Dinesen est un confident fidèle de sa sœur, bien qu'elle lui reproche fréquemment d'avoir des idées différentes des siennes, en particulier son athéisme et plus tard sa vie tranquillement bourgeoise. Elle lui fait lire jusqu'à la fin de sa vie ses manuscrits, afin qu'il lui donne son avis. Il s'installe auprès de sa sœur en 1918 en Afrique orientale britannique pour l'aider dans sa plantation de café des collines du Ngong, au sud-ouest de Nairobi. Il dessine les plans des bâtiments de l'exploitation qui brûlent plus tard dans un incendie. Il retourne au Danemark en 1923, où il se marie avec Jonna Marie Lindhardt (1902-2006) et fonde une famille heureuse. Il mène une carrière d'ingénieur civil.
Il écrit aussi plusieurs ouvrages, dont le plus connu est Tanne à propos de sa sœur. Il publie en 1929 No man's land: En dansker med Canadierne ved vestfronten qui raconte sa participation à la guerre.
Il est enterré au cimetière de l'église de la commune de Hørsholm, dans le département de Frederiksborg.

## Œuvres
- Boganis - Min fader, hans slægt, hans liv og hans tid, à propos de son père Wilhelm Dinesen
- No man's land, à propos de la guerre de 1914-1918
- Syrenbusken (nouvelles)
- Dagbog fra Safari i Masai-Reserve 28. Februar - 15. April 1922, à propos d'un safari chez les Masaï
- Tanne - Min søster Karen Blixen, à propos de sa sœur[3]